# Jörg Bausch

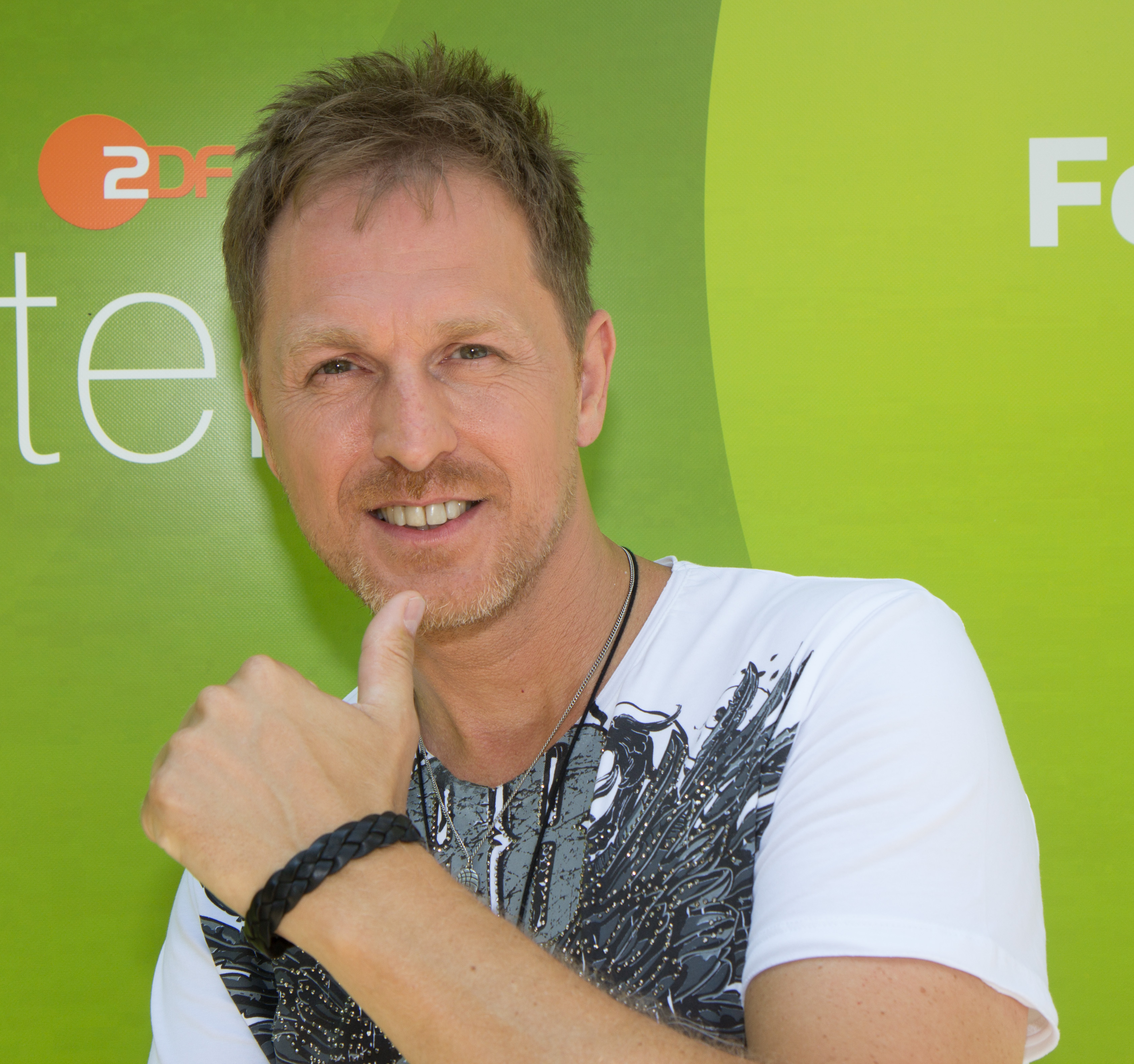
Jörg Bausch, 2018

Jörg Bausch (* 5. März 1973 in Essen) ist ein deutscher Schlagersänger, -texter und -komponist.

## Leben
Bausch wuchs auf in Essen-Borbeck auf und besuchte die Bischof-von-Ketteler-Schule. Danach begann er eine Ausbildung zum Fleischer. Später arbeitete er als LKW-Fahrer und Bühnenbauer. Daneben trat er bei Stadtfesten in Nordrhein-Westfalen auf.
Bausch machte als Pop-Schlagersänger erstmals mit dem Disco-Fox-Titel Wetten dass... (2000) auf sich aufmerksam. 2005 erschien sein erstes Album Lust am Leben und 2006 das zweite Album Unglaublich mit den Single-Auskopplungen Dieser Flug und Wie ein Wolf in der Nacht.
Der Produzent Jack White nahm ihn für seine Musiklabel Gloriella Music (im Vertrieb bei Sony Music) unter Vertrag. Zusammen produzierten sie die Alben Denn ich fliege (2008), Tornado (2009) und Starkstrom (2010). Im April 2008 erreichte das Album Denn ich fliege Platz 63 in den Offiziellen Deutschen Charts der GFK Entertainment GmbH.
Bausch wechselte 2012 zum Label EMI Music und veröffentlicht dort das Album Kopfkino und eine gleichnamige Live-DVD aus seinem ersten Konzert in der König-Pilsener-Arena Oberhausen. Das Album erreicht Platz 72 der Charts.
2013 verpflichtete das Label Telamo den Sänger und veröffentlicht zwei Alben. Darunter das Album Total Verbauscht – Best Of, das auf Platz 40 in die Offiziellen Deutschen Charts der GfK Entertainment einstieg. Am Samstag, den 25. Oktober 2014 trat Bausch neben u. a. Andrea Berg, Beatrice Egli und VoXXclub in der ARD-Show 20 Jahre Feste – Silbereisen feiert auf.
In den Jahren 2013, 2014 und 2016 konzeptioniert und realisiert er drei ausverkaufte Konzerte an den spielfreien Montagen im Bochumer Starlight Express Theater. Neben Schlager-Partys, Stadtfesten veranstaltet der Sänger fünf Konzerte (2012, 2013, 2014, 2015 und 2017) in der König-Pilsener-Arena Oberhausen.
Bausch gründete die Musiklabel Bausch Recording und Hit-Pop Music, wo drei Alben seit 2016 erschienen. Im Jahr 2020 veröffentlichte er sein erstes ausschließlich digitales Album 12 Farben, indem jeden Monat eine neue Single einschließlich Musikvideo veröffentlicht wurde, so dass sich am Ende des Jahres das komplette Album mit 12 Songs ergab. Bausch verfügt er über ein professionelles Tonstudio. Die Räumlichkeiten baute Tonmeister Fritz Fey.
Jörg Bausch hat über 300 Musiktitel getextet und komponiert, auch für andere Schlagerkünstler wie Anna-Maria Zimmermann, Bernhard Brink, Christian Lais. 2021 produzierte er das Debütalbum Der Junge am Klavier von Lukas Haunerland vom SAT.1 Frühstücksfernsehen.
Er trat wiederholt in Fernsehshows auf, darunter Die Feste mit Florian Silbereisen in der ARD, ZDF Fernsehgarten, RTL 2 Hitparade, Ballermann Hits und Après-Ski Hits, Goldschlager auf Sat.1 Gold und bei den MDR-Shows von Maximilian Arland in Alles Gute zum Muttertag und in Meine Schlagerwelt – die Party mit Ross Antony.
Der Musik-Channel von Bausch bei YouTube wurde (Stand Februar 2022) über 10,2 Millionen abgerufen.
Seit 2013 engagiert sich Bausch in der Solidarfonds Stiftung NRW, deren Vorstandsmitglied Sänger Roland Kaiser ist. Mit Künstlern wie Kerstin Ott, Jürgen Drews, Florian Silbereisen oder Mickie Krause singt Bausch regelmäßig bei der „Schlager-Party“ im Forum Castrop-Rauxel.

## Diskografie
Alben
- Lust am Leben (2005)
- Unglaublich (2006)
- Fanedition Vol. 1 (2007)
- Denn ich fliege (2008)
- Tornado (2009)
- Starkstrom (2010)
- Kopfkino (2012)
- Kopfkino LIVE (2012)
- Total Verbauscht "Best Of" (2013)
- In Bausch und Bogen (2014)
- Gentleman (2016)
- 12 Farben (2020)
- Rückblick (2021)
- Abfahrt (2023)

Singles
- Wetten dass (2000)
- Hast du mal Feuer (2002)
- Cowboy und Indianer (2003)
- Wir zwei beide (2003)
- Cowboy und Indianer (2004)
- Lust am Leben (2005)
- Doch Tränen wirst du niemals sehen (2005)
- Dieser Flug (2006)
- Hexenschuss (2007)
- Allein sein (2007)
- Mann im Mond (2008)
- Großes Kino (2008)
- Dieser Flug (2009)
- Tornado (2009)
- Wie ein Blitz (2010)
- Nichts für schwache Nerven (2011)
- Alles ist ideal (2012)
- Auf dünnem Eis (2012)
- Ich bin in dich (XXL-Mega-Mix) (2013)
- Schall und Rauch (2013)
- Ich will auch mal nach New York (2014)
- Doch Tränen wirst du niemals sehen (2017) (2017)
- Erst wenn’s im Sommer schneit (2018)

## Auszeichnungen
- Ballermann-Award 2011 in der Kategorie „Bester Pop-Schlager“
- Schlager Saphir 2010 in der Kategorie „Bester Live-Künstler“[13]
- Party-Music Award 2012 in der Kategorie „Best Voice Men“[14]
- Jubiläums-Award ARENA Oberhausen – „Für das 5. Jörg Bausch-Solokonzert“[15]

## Einzelbelege
1. ↑  Chartverfolgung deutsche Charts (offiziellecharts.de)
2. ↑  Jörg Bausch: Die Stimme des Ruhrgebiets. Abgerufen am 10. Februar 2022.
3. ↑  MusikWoche | Music | Jörg Bausch-Denn ich fliege. Ehemals im Original (nicht mehr online verfügbar); abgerufen am 10. Februar 2022. (Seite nicht mehr abrufbar. Suche in Webarchiven)
4. ↑  Offizielle Deutsche Charts - Offizielle Deutsche Charts. Abgerufen am 10. Februar 2022.
5. ↑  Offizielle Deutsche Charts - Offizielle Deutsche Charts. Abgerufen am 10. Februar 2022.
6. ↑  Florian Silbereisen: 20 Jahre Fest - Gäste. 22. Oktober 2014, abgerufen am 10. Februar 2022.
7. ↑  Jörg Bausch Konzert im Starlight Express Bochum. Abgerufen am 10. Februar 2022.
8. ↑  Jörg Bausch: Monats-Highlights statt Album-Routine. In: Popschlager Aktuell | Wir lieben Schlager und Deutsch-Pop. 10. Dezember 2019, abgerufen am 10. Februar 2022 (deutsch).
9. ↑  Fritz Fey › Studioszene. Abgerufen am 10. Februar 2022 (deutsch).
10. ↑  Frühstücksfernsehen - Lukas Haunerland. 8. Juni 2020, abgerufen am 10. Februar 2022.
11. ↑  Jörg Bausch - YouTube. Abgerufen am 10. Februar 2022.
12. ↑  Gewinnspiel: Solidarfonds Schlagerparty: Witten aktuell verlost 3 mal 2 Karten - Veranstaltung auf September verschoben. Abgerufen am 10. Februar 2022.
13. ↑  Pascale - Schlager Saphir 2010. Abgerufen am 10. Februar 2022.
14. ↑  Top-of-the-Mountains. Abgerufen am 10. Februar 2022.
15. ↑  JÖRG BAUSCH feierte sein fünftes Jubiläums-Solo-Konzert in der KÖPI-Arena in Oberhausen. lokalkompass.de, 23. September 2017, abgerufen am 17. Januar 2022.